# Lubret-Saint-Luc
Lubret-Saint-Luc – miejscowość i gmina we Francji, w regionie Oksytania, w departamencie Pireneje Wysokie.
Według danych na rok 1990 gminę zamieszkiwały 103 osoby, a gęstość zaludnienia wynosiła 18 osób/km² (wśród 3020 gmin regionu Midi-Pireneje Lubret-Saint-Luc plasuje się na 960. miejscu pod względem liczby ludności, natomiast pod względem powierzchni na miejscu 1431.).